# Mid Express Tchad
Mid Express Tchad è stata una compagnia aerea cargo con sede a N'Djamena, in Ciad. Fu fondata nel 2007 come AMW Tchad, l'anno successivo cambiò nome in Mid Express Tchad.

## Flotta
Al momento della chiusura, la flotta di Mid Express Tchad era composta da un solo aeromobile:
- 1 Boeing 707-300